# Ereraad
Een ereraad is een commissie of vergadering die een oordeel over een persoon, zijn gedrag en de uitoefening van zijn of haar vak geeft. Men zou ereraden interne rechtbanken kunnen noemen. De meeste Ereraden ontlenen hun gezag niet aan de wet, zij hebben alleen een moreel gezag en kunnen alleen tuchtrechtelijke maatregelen als schorsing of royement opleggen. Het Nederlandse Burgerlijk Wetboek voorziet in de Algemene Ledenvergadering van een vereniging als het hoogste orgaan van een vereniging en daarom staat beroep op die ledenvergadering voor het gestrafte lid open.
Een ereraad is minder formeel dan een tuchtcollege als het Medisch tuchtcollege.
In 1909 beoordeelde een ereraad het optreden van Dr. Abraham Kuyper in de "lintjesaffaire". Een parlementaire enquête, waar met name de SDAP-leider Troelstra op had aangedrongen, kwam er niet; de uit drie politici samengestelde ereraad kwam tot de conclusie dat de aantijgingen tegen Kuyper niet bewezen konden worden.

## Ereraden en de Tweede Wereldoorlog
Na de voor de Joodse bevolking van Nederland rampzalig verlopen vervolging door de Duitse bezetter onderzocht de Joodse Ereraad het gedrag van de omstreden Joodse Raad. Niet alle leden van deze raad hebben zich aan dat oordeel willen onderwerpen.
Na de Tweede Wereldoorlog hebben tal van Nederlandse organisaties ereraden ingezet om het gedrag van hun leden te beoordelen. Dat was deel van wat men de "zuivering" is gaan noemen. Ook de statuten van de Huisorde van Oranje voorzagen in een ereraad.
Na de Tweede Wereldoorlog werd in Nederland dus niet alleen strafrechtelijk opgetreden tegen collaborateurs maar er werd ook "gezuiverd". De zuivering was reeds in Londen voorbereid en een Zuiveringswet werd op 18 juli 1946 door de Staten-Generaal aangenomen. De wet voorzag in zuiveringscommissies voor ambtenaren en ereraden voor de "vrije beroepen".
Binnen een aantal beroepsgroepen werden onderzoekscommissies ingesteld om vast te stellen of men "met de vijand geheuld" had. Sancties die ter beschikking van de zuiveringscommissies en ereraden stonden waren beroeps-, publicatie-, en tentoonstellingsverboden.
De meest prominente door de Eereraad voor de Letterkunde en de Centrale Eereraad voor de Kunst gezuiverde kunstenaars waren de directeur van het Haags Conservatorium, Henk Badings, en Willem Mengelberg. Het verweer dat een kunstenaar soms geen andere keuze had dan zijn brood te verdienen door voor een zaal vol Duitsers en collaborateurs te spelen werd door de commissie niet altijd gehonoreerd.

## Andere ereraden
Bij de verkenners (spel)tak bij Scouting was het het overleg waarin ere en persoonlijke zaken werden besproken. Het overleg bestond in elk geval uit de patrouilleleiders soms aangevuld met de APL's en/of de aalmoezenier, als lid of adviseur, en/of de leiders van de troep als adviseur.
In de krijgsmacht hebben ereraden opgetreden binnen het officierscorps en het cadettencorps. Zaken als een gebroken trouwbelofte, een huwelijk beneden de stand van een officier, een onbetaalde speelschuld, vals spel, het verleiden van de vrouw, zoon of dochter van een collega en ander "oneervol" gedrag werd door een ereraad beoordeeld. Een officier, adelborst of cadet kon van de ereraad te horen krijgen dat hij zijn ontslag moest nemen.
In het Franse, Pruisische en Oostenrijkse leger is het ook voorgekomen dat een ereraad een pistool met één kogel in het magazijn op het bureau van een "eerloze" achterliet. Daarmee werd te kennen gegeven dat men met een pronte zelfdoding zijn eer, en die van het regiment, kon redden. Zo kon het niet tot vervolging komen en kwam de officiersstand niet openlijk in diskrediet.
Ook binnen de studentencorpora komen ereraden en interne rechtspleging voor.